# Río Canef
El río Canef es un curso natural de agua que nace en las laderas del volcán Yanteles y fluye con dirección oeste hasta desembocar frente al extremo sur de la isla de Chiloé, en la Región de Los Lagos de Chile.

## Trayecto
El río Canef desemboca en el pacífico a nivel del archipiélago de Chiloé. La desembocadura se ubica a 4 kilómetros (2,5 mi) de punta Cucagua. El río produce una cascada poco antes de su desembocadura, visible desde alta mar. En su desembocadura, el río es de aproximadamente 40 metros (131,2 pies) de ancho y 3 metros (9,8 pies) de profundidad.

## Historia
Luis Risopatrón lo describe en su Diccionario Jeográfico de Chile de 1924:
Canef (Río) 43° 25’ 73° 00’. Nace en la falda N de los cerros de Yanteles, corre hacia el W con 25 m de ancho i baña lugares planos de mas de 20 hectáreas de superficie, en los que se cria ganado vacuno i caballar; tiene márjenes arenosas, en las que se encuentra mucha frutilla i sigue con poca corriente, con aguas verde-amarillosas, entre bosques de tepúes, mañíus i coihues, con 10 °C de temperatura, 40 m de ancho i un salto cerca de su desembocadura, en la parte E del golfo del Corcovado, donde presenta una barra mui peligrosa i abundantes róbalos en sus vecindades. 60, p. 451; 107, p. 10 i mapa de Krüger (1898); i 156; Canev en 1, XXIX, carta 158; i XXXI, carta 159; Canev o Teinev en 1, XXV, p. 228 i 409; i Teinev o Canev en 1, XXVIII, p. 134.

## Población, economía y ecología
El río es usado por pescadores de la bahía. Cuenta con una barra en su desembocadura que debe ser cruzada durante horas de alta marea por su gran peligro para embarcaciones.